# 骨董麵
骨董麵（韓語：골동면，又名 비빔국수）是一種小麥麵粉製成的朝鮮式冷麵，是在韓式素麵的基礎上加了多種調味料。骨董麵是朝鮮料理中傳統麵食之一，這種混合而成的麵條尤其在夏季盛行。

## 食用
骨董麵有很多種，包括用煮雞蛋、冷牛肉湯製成的，輔以辣椒粉、辣椒醬和碎大蒜，連同營造糖醋味的醋和糖。通常桌旁還配有香油，以提升其豐富的口味。無論調味料的種類，辛冷的麵條都備受喜辣食者青睞。
放在辣麵條頂部和周圍的調味品，通常包括煮雞蛋、醃蘿蔔、韓式海苔、黃瓜片，有時會放幾片鴨梨或蕃茄。

## 外部連結
- Home Cooking Diary 朝鮮飲食博客